# Reichsdiplomatie 1848/1849
Die Reichsdiplomatie in den Jahren 1848/1849 war ein Versuch des damals entstehenden Deutschen Reiches, gesamtdeutsche auswärtige Beziehungen zu anderen Ländern zu unterhalten. Allerdings wollten die größeren deutschen Staaten ihre diplomatischen Dienste nicht zugunsten der deutschen Zentralgewalt aufgeben, und die europäischen Großmächte lehnten eine offizielle Anerkennung der Zentralgewalt ab. Anerkannt wurde sie allerdings von mehreren kleineren europäischen Ländern und den USA. So war der Versuch einer Reichsdiplomatie nur sehr bedingt erfolgreich.

## Reichsaußenministerium
Der Bundestag hatte die Wahl der Nationalversammlung beschlossen, und die Regierungen der Einzelstaaten die Wahlen durchführen lassen. Der Bundestag hatte dann seine Rechte der Nationalversammlung übertragen und auch den Reichsverweser anerkannt. Allerdings blieb die Lage des Reichsministeriums prekär: Es konnte keine direkte Macht ausüben, verfügte kaum über Beamte und war auf die Unterstützung der einzelstaatlichen Regierungen angewiesen. Diese Unterstützung gaben die Regierungen je nach eigenem Gutdünken.

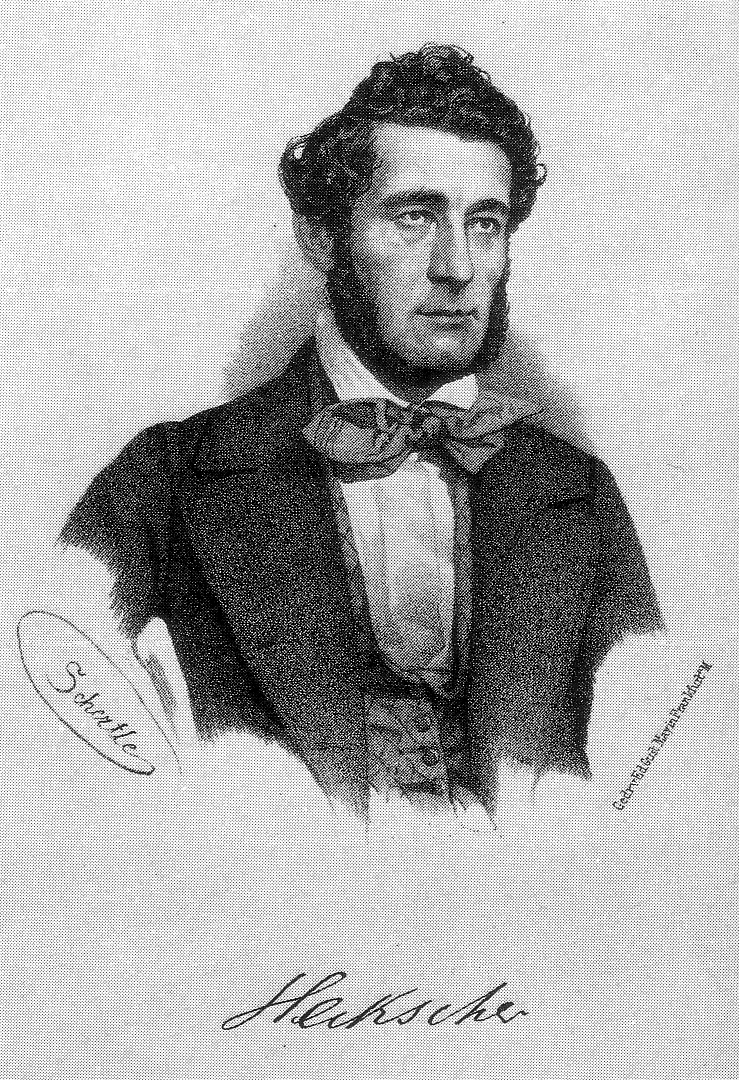
Johann Gustav Heckscher, im August/September 1848 zweiter Reichsaußenminister Deutschlands

Laut Zentralgewaltgesetz vom 28. Juni 1848 erhielt der Reichsverweser vollziehende Gewalt für die allgemeine Sicherheit und Wohlfahrt Deutschlands, die Oberleitung aller Streitkräfte und vertrat Deutschland völkerrechtlich und handelspolitisch. Über Krieg und Frieden und Verträge mit dem Ausland entschieden Reichsverweser und Nationalversammlung gemeinsam. Der Österreicher Anton von Schmerling wurde in einem vorläufigen Rumpfkabinett vom 15. Juli Reichsinnenminister und Reichsminister der auswärtigen Angelegenheiten, am 5. August übernahm letzteres Ministerium der neue Ministerpräsident Karl zu Leiningen. Aus Proporzgründen bildete der Reichsverweser das Kabinett Leiningen schon am 9. August um, dabei wurde Johann Gustav Heckscher Außen- statt Justizminister. Heckscher blieb bis zum 5. September im Amt. Innenminister Schmerling wurde am 17. September zusätzlich Außenminister. Der neue Reichsministerpräsident Heinrich von Gagern übernahm beide Ämter am 17. Dezember. Am 16. Mai 1849 wurde August Jochmus Außenminister im Kabinett Grävell und behielt es im Kabinett Wittgenstein bis zum Ende der Zentralgewalt am 20. Dezember 1849.
Wie die meisten anderen Reichsministerien auch musste das Außenministerium quasi aus dem Nichts aufgebaut werden. Ende August 1848 gab es im Außenministerium einen Ministerialsekretär, zwei Kanzlisten und einen Redakteur. Bis zum 15. Februar 1849 wuchs die Zahl der Mitarbeiter auf neun an, hinzu kamen die Diplomaten.

## Voraussetzungen einer Reichsdiplomatie

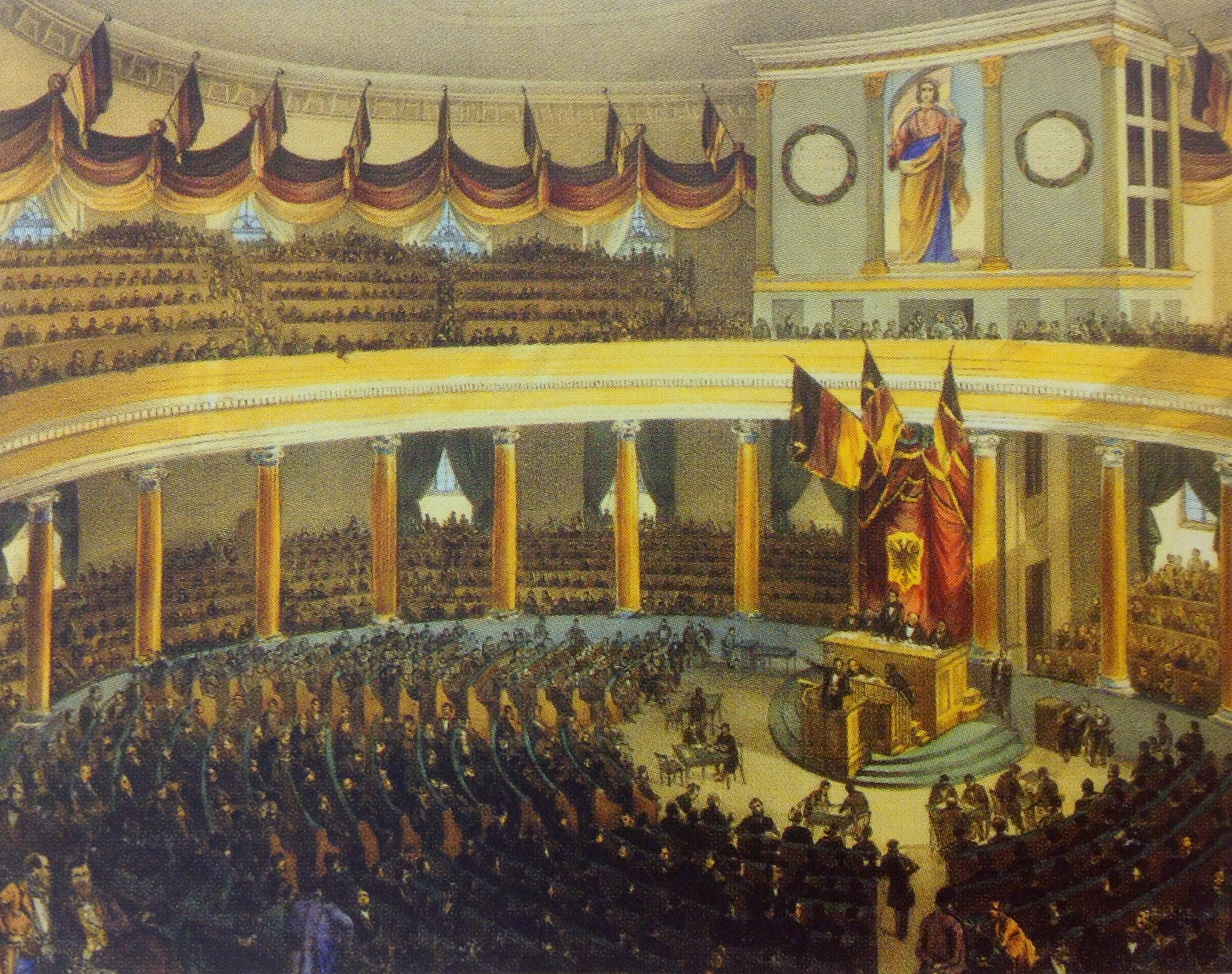
Die Frankfurter Nationalversammlung diente 1848/1849 nicht nur als verfassungsgebende Versammlung, sondern auch als Reichsparlament. Sie tagte in der Frankfurter Paulskirche und wird daher auch Paulskirchenparlament genannt.

Die Zentralgewalt bediente sich der These, dass der Deutsche Bund nur reformiert werde und daher eine neue Anerkennung nicht erforderlich sei. Die Umwandlung eines Staatenbundes in einen Bundesstaat oder die Umbenennung in „Deutsches Reich“ war nach dieser Ansicht unerheblich. Der Bund hatte bereits das Recht gehabt, über Bundeskrieg und Bundesfrieden zu entscheiden und Beziehungen zu anderen Mächten zu unterhalten. Dieses Recht sei der Nationalversammlung vom Bundestag übertragen worden.
Allerdings konnte man auch gänzlich anderer Auffassung sein: Das Nationalstaatsprinzip bedeutete einen revolutionären Bruch gegenüber dem Bund, der sich ausdrücklich gegen dieses Prinzip zur Wehr gesetzt hatte. Ob die anderen Staaten die Zentralgewalt tatsächlich anerkennen wollten, lag in deren eigenem Ermessen. Dazu hätten sie eine positive Einstellung zur Politik der deutschen Einigung haben müssen.
Bei den auswärtigen Großmächte standen jedoch zwei Gründe gegen einen deutschen Nationalstaat. Er hätte nämlich das Gleichgewicht der Mächte zerstört und ihre eigene Vormachtstellung angetastet. Konrad Canis: „Ein Großdeutschland der Paulskirche signalisierte ihnen einen hegemonialen Drang, der die kontinentale Machtstellung vor allem Rußlands und Frankreichs, aber auch Englands, einschränken konnte.“ Zweitens wäre der Nationalstaat aus der Revolution geboren und damit unberechenbar, wie die Französische Revolution von 1789. Dabei dachten die Großmächte an gesellschaftliche und staatliche Umstürze in Folge von neuen, zu erwartenden Krisen.

Deutschlandkonzepte: Begriffe

Deutschlandkonzepte: Pläne und Verfassungen

Schon am 23. Juli 1848 stellte der vorläufige Reichsaußenminister Schmerling ein Promemoria auf. Sein Ziel war es, dass anstelle der deutschen Einzelstaaten das Reich diplomatische Beziehungen mit dem Ausland unterhielt; dabei sollten aber Österreich und Preußen nicht vor den Kopf gestoßen werden. Daher solle man beide Großmächte fragen, welche Gesandten ihrer Meinung nach vom Reich übernommen werden könnten. Der Reichsverweser wähle dann aus jenen die geeigneten aus, die auch Vertreter Österreichs bzw. Preußens bleiben könnten. So fiele es den beiden Großmächten leichter, auf die Gesandten in den zweitrangigen Staaten zu verzichten.
Außenminister Heckscher allerdings änderte die Vorgehensweise, möglicherweise angeregt durch parlamentarische Anträge aus der Nationalversammlung oder die zentralstaatliche Einstellung des Ministerpräsidenten. Die genauen Gründe und die Diskussionen im Ministerrat dazu sind nicht mehr zu ermitteln. Am 21. August berichtete Heckscher der Nationalversammlung, es seien bereits außerordentliche Reichsgesandte ernannt worden, um dem Ausland den Regierungsantritt des Reichsverwesers anzuzeigen. Viktor Freiherr von Andrian sei wohl schon in London, Friedrich von Raumer und Karl Theodor Welcker befänden sich noch auf dem Weg nach Paris bzw. Stockholm.
Großbritannien, Frankreich und auch Russland sollten rasch Reichsgesandte erhalten, so Heikaus, um damit den Anspruch auf völkerrechtliche Gleichstellung mit diesen Großmächten zu demonstrieren. Schon am 22. Juli hatte die Nationalversammlung einen Gesandten in Paris gefordert, und auch die Zentralgewalt hoffte, die revolutionäre Regierung der Französischen Republik sei besonders gewillt, einen Reichsgesandten aufzunehmen, weil sie dadurch automatisch auch selbst vom neuen Deutschen Reich anerkannt wurde. Es stellte sich aber heraus, dass Frankreich sein Verhalten gegenüber Deutschland erst mit den anderen Großmächten abstimmen wollte. Dies hätten Leiningen und Heckscher aber frühzeitig wissen können.

## Haltung der Großmächte und der USA

### Großbritannien

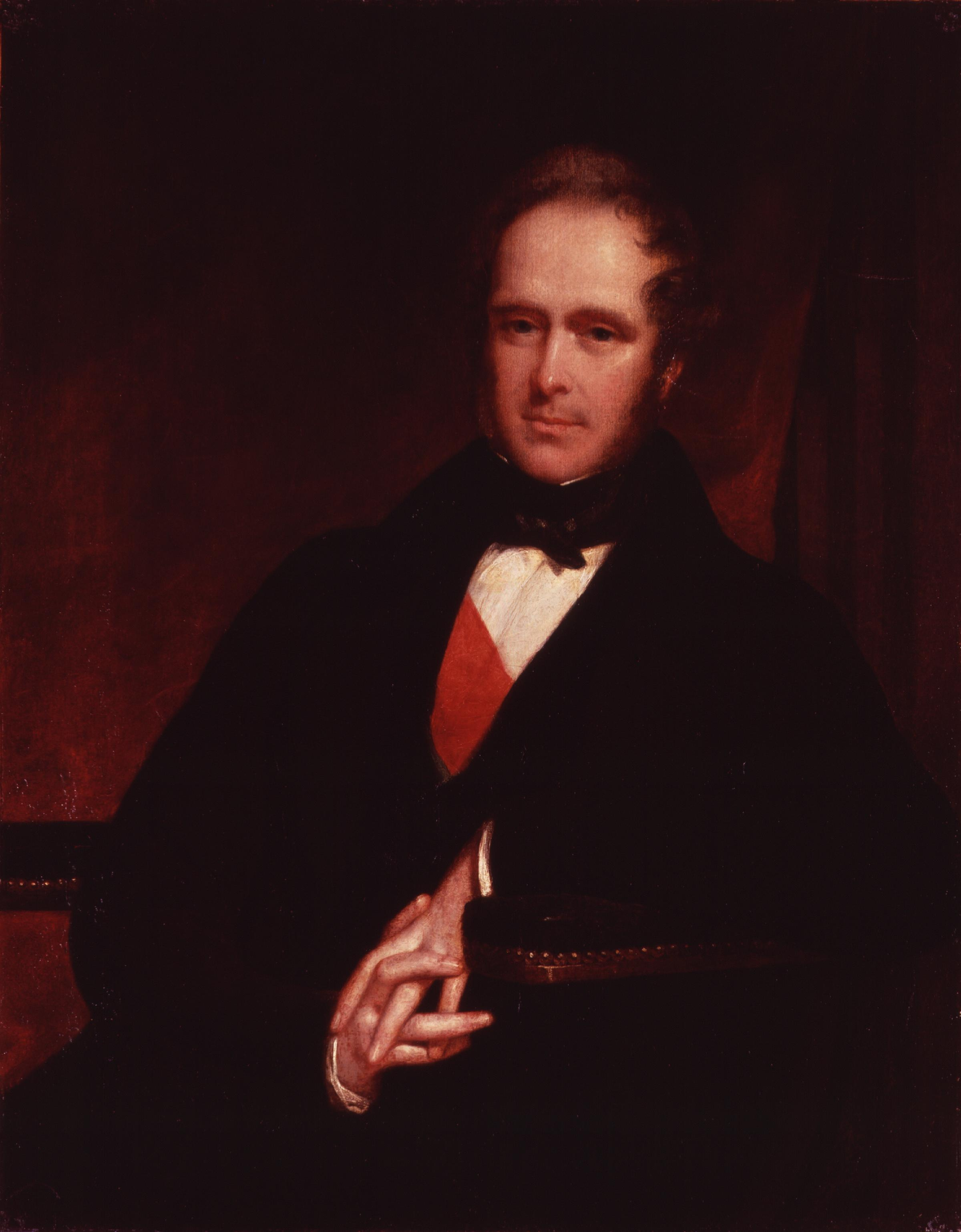
Henry John Temple, 3. Viscount Palmerston war von 1846 bis 1851 britischer Außenminister und ab 1855 Premier.

In Großbritannien notierte Außenminister Palmerston zunächst, dass die wesentlichen Interessen seines Landes und Deutschlands dieselben seien: Beide hätten einen Angriff von Russland oder Frankreich, oder gar beiden gemeinsam, zu befürchten. England solle daher eine enge Bindung an ein starkes, liberales Deutschland anstreben. Allerdings gab es einen Handelskonflikt mit dem protektionistischen deutschen Zollverein. Der Zollverein wurde zurecht in England als Hindernis für den Export nach Deutschland gesehen; allerdings war dieser Export trotz Zollverein gestiegen. Der britische Außenminister wies am 23. März den britischen Bevollmächtigten in Frankfurt an, den Umbau und die Stabilität Deutschlands zu fördern, ohne direkt einzugreifen.
Die Schleswig-Holstein-Frage sorgte dann dafür, dass Sympathien Großbritanniens für die deutsche Einheit stark abkühlten. Palmerston war wütend, als die Nationalversammlung den Waffenstillstand von Malmö ablehnte. Doch die Nationalversammlung war von der öffentlichen Meinung abhängig und hatte in diesem Punkt keine Wahl: Sie musste hinter den Schleswig-Holsteinern stehen.
Heinrich von Gagern, Präsident der Nationalversammlung, wendete sich Anfang Juli an die britische Regierung. Sie möge Reichsverweser Erzherzog Johann anerkennen, so wie dies unter Souveränen gebräuchlich sei. Dies sei auch eine Ermutigung Deutschlands, das nach einer konstitutionellen Regierung strebt. Doch England lehnte eine Anerkennung aus formalen Gründen ab. Der Reichsverweser sei durch eine Nationalversammlung eingesetzt worden, die selbst noch nicht die dauerhafte Einrichtung für die Staatsgewalt eines geeinten Deutschlands bestimmt habe. Es blieb beim Ausdruck des britischen Wohlwollens für das Glück der deutschen Nation.
Der deutsche Vertreter Andrian wurde in Londoner Regierungskreisen freundlich aufgenommen und am 25. August entgegenkommend von Außenminister Palmerston empfangen. Die formelle Anerkennung blieb aber weiterhin aus, weil die englische Regierung zwar die Zentralgewalt als Rechtsnachfolgerin des Bundestages ansah, aber es für ungewiss hielt, ob diese Veränderung dauerhaft sei. Man könne Andrian daher nur den Status eines offiziösen Vertreters geben.
Palmerston hatte zwar seit 1830 den Konstitutionalismus gepredigt, doch 1848 fürchtete er vor allem ein europaweites Chaos durch revolutionäre Gewalt. Law and order stand für ihn an höchster Stelle. Der Wiener Vertrag von 1815 sicherte ein empfindliches europäisches Gleichgewicht, vor dessen Hintergrund Großbritannien seiner Vorherrschaft auf See am besten nachgehen konnte. Diese Position wäre durch jede größere Machtverschiebung auf dem Kontinent gefährdet gewesen. (Nur im Falle von Italien machte er eine Ausnahme.) Der Aufstand in Schleswig-Holstein barg in sich die Gefahr eines allgemeinen Krieges in Europa, glaubte er.
Das englische Königshaus war pro-deutsch, die Öffentlichkeit und die Presse radikal pro-dänisch, da Dänemark der underdog sei. Palmerston musste zugeben, dass einige Klagen der Schleswig-Holsteiner berechtigt waren. Er konnte aber unter den gegebenen Umständen, und wegen der Unruhe der Chartisten im eigenen Lande, sowieso nicht mehr als diplomatisch eingreifen.

### Frankreich

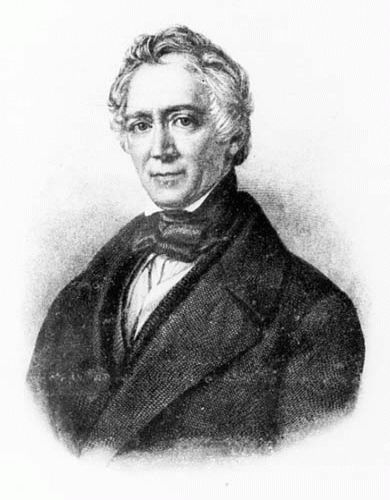
Friedrich von Raumer, Vertreter des Deutschen Reiches in Paris

In Deutschland gab es eine Furcht davor, dass das neue revolutionäre Frankreich wieder auf Eroberungen aus sein könne. Außenminister Lamartine aber beschwichtigte am 4. März 1848, dass, auch wenn die Republik die Verträge von 1815 nicht mehr anerkenne, es keine Gebietsveränderungen ohne gemeinsame Vereinbarung anstrebe. Frankreich wolle mit seiner republikanischen Staatsform Deutschland allenfalls als Vorbild dienen, schrieb Lamartine dem französischen Gesandten in Frankfurt. Dennoch verbreiteten sich im März Gerüchte in Süddeutschland, dass ein Einfall französischer Truppen oder deutscher und polnischer Arbeiter, von Frankreich bewaffnet, bevorstehe.
Die deutsche Linke hingegen hätte einen deutsch-französischen Bruderpakt gern gesehen. Aber ganz Frankreich von links bis rechts verinnerlichte sehr bald wieder die traditionelle Auffassung, dass seine Sicherheit von der Kleinstaaterei in Deutschland abhänge. Einen deutschen Nationalstaat konnten sich einige höchstens vorstellen, wenn Frankreich als Ausgleich das linke Rheinufer bekam.
Entsprechend kühl wurde der Frankfurter Reichsvertreter Friedrich von Raumer in Paris empfangen. Frankreich akzeptierte ihn nur als offiziösen, nicht als offiziellen Vertreter, und genauso sah es seinen eigenen Vertreter in Frankfurt. Als von Raumer auf eine Anerkennung drängte, hielt die französische Regierung ihn erst hin, dann lehnte sie ab. Nachdem im Dezember 1848 Louis Bonaparte zum Präsidenten gewählt worden war, zog Frankfurt von Raumer ab und beauftragte den badischen Gesandten mit der Vertretung der Reichsinteressen. Frankreich wollte kein Deutsches Reich zulassen, was zu einer schweren Krise der deutsch-französischen Beziehungen führte. Im Allgemeinen war Frankreichs Haltung zu Deutschland in den Jahren 1848 bis 1850 negativ: Man tat nichts, um die revolutionäre Bewegung 1848 zu unterstützen, und man ermutigte auch nicht die Gründung eines Kleindeutschlands.

### Russland
Bereits im Vormärz war keine andere Großmacht von den deutschen Liberalen so negativ beurteilt worden wie das despotische Russland. In der Revolution traute man ihm zu, die deutschen Staaten zur Gegenrevolution zu ermutigen, man verdächtigte gewisse deutsche Eliten, mit Russland verbündet zu sein, und es wurde allenthalben über einen Krieg spekuliert.
Der russische Zar Nikolaus I. reagierte schon am 14. März 1848 auf die Vorgänge in Berlin mit einem Manifest, das ein russisches Eingreifen anzukündigen schien. Nach dem ersten Zorn, und unter dem Einfluss seiner Berater, wurde seine Haltung abwartend und defensiv. Ein bloßes Auseinanderbrechen Deutschlands in seine Einzelteile hätte nach Ansicht des russischen Botschafters in Berlin republikanischen Einflüssen die Tür geöffnet. Diese würden später auch die russischen Grenzen erreichen. Ferner seien Preußen und Deutschland als Bollwerk gegen das revolutionäre Frankreich anzusehen. Auch der Zar selbst hatte ursprünglich größere Sympathien für Preußen als für Österreich; ein gewaltsames Niederschlagen der Revolution in Berlin hätte er nicht beanstandet.
Anfangs plante das Reichsaußenministerium, in St. Petersburg den preußischen General Hans von Auerswald als Gesandten zu installieren. Doch man erfuhr, dass der Zar auch die französische Regierung noch nicht anerkannt hatte und erwartete Schwierigkeiten. Äußerungen eines russischen Diplomaten zufolge würde Russland höchstens einen offiziösen Verkehr mit Deutschland unterhalten wollen. Frankfurt wartete daher Verhandlungen mit Russland über eine bloße Notifikationsgesandtschaft ab. Im September jedoch stand das Scheitern der Verhandlungen fest; Auerswald war übrigens in den Septemberunruhen getötet worden. Abermals ohne Erfolg bemühte das Reichsaußenministerium sich noch um eine ständige Reichsgesandtschaft.
Die Unterstützung des Aufstands in Schleswig-Holstein und das Liebäugeln mit der deutschen Kaiserkrone ließen auch Russlands Sympathien für Preußen abkühlen. Russland begrüßte schließlich die Wiedererstarkung Österreichs, das im Frühjahr 1849 eine neue Verfassung als Einheitsstaat erhalten hatte. Schließlich sah Russland es als sein ureigenes Interesse an, dass Österreich überlebt. Die Aufständischen im österreichischen Norditalien, Ungarn und Siebenbürgen würden von Polen angeführt werden; die ungarisch-polnische Verschwörung gefährde Russland und Österreich gleichsam.

### Vereinigte Staaten von Amerika
In den USA gab es viel Sympathie für den sich abzeichnenden deutschen Bundesstaat, dem Amerika das Vorbild zu sein schien. Die vielen deutschen Einwanderer, die sich fast ausnahmslos für die Revolution begeisterten, bedeuteten außerdem wichtige Wählerstimmen, und drittens glaubte man in den USA, dass ein einiges Deutschland gut für die amerikanischen Handelsinteressen sei.
Im Laufe der Zeit wurde die Einstellung jedoch negativer, als das Einheitsstreben erfolglos blieb. Man meinte, die Deutschen seien daran selbst schuld und unreif für liberale Einrichtungen, und obendrein wenig praktisch veranlagte Träumer. Trotz der Sympathien für das Volk (und Hass auf den preußischen König) waren viele Amerikaner feindselig gegenüber der Nationalversammlung eingestellt, die Presse machte vor allem auf ihre Fehler aufmerksam und nicht auf die Schwierigkeiten, mit denen sie zu kämpfen hatte. Jedoch schrieb der Journalist Kendall im März 1849 verständnisvoll:

„Wenn der großartige Kongress [d. h. die Nationalversammlung], der in Frankfurt versammelt ist, […] all die verschiedenen Elemente vereinen und versöhnen kann, die den ungeheuren Deutschen Bund ausmachen, dann kann er sicherlich Wunder vollbringen.“

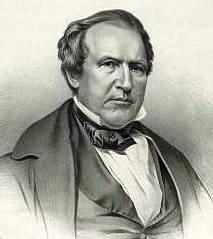
Andrew Jackson Donelson, ein demokratischer Politiker aus Tennessee, war 1848/1849 amerikanischer Gesandter in Frankfurt. Bildnis etwa aus den 1860er-Jahren

Präsident James K. Polk ernannte am 5. August 1848 in einer Note an den Kongress Andrew Jackson Donelson zum Envoy Extraordinary and Minister Plenipotentiary to the Federal Government of Germany. Dieser blieb nebenbei Gesandter in Berlin; Außenminister Buchanan gab ihm den Auftrag mit, er solle vorsichtig sein, dass seine neue Akkreditierung nicht als Schritt gegen Preußen interpretiert wird. Der Abgeordnete Friedrich von Rönne wurde offizieller Gesandter des Reiches. Frankfurt und Berlin vereinbarten, dass er dafür den preußischen diplomatischen Dienst verließ und allein die Zentralgewalt in Washington vertrat. Wegen Schwierigkeiten auf der Reise kam er erst am 26. Januar 1849 an seinem Bestimmungsort an.
Wegen ihrer Neutralitätspolitik hielten die USA sich im Allgemeinen zurück, die Frankfurter Zentralgewalt zu offen zu unterstützen. Zwar unterschrieb der Präsident im Juli 1848 ein Auslieferungsabkommen mit Preußen nicht mehr, weil es bald zu einer Deutschen Union käme, und im August überlegte der Außenminister, einen einzigen Handelsvertrag nur mit der Zentralgewalt abzuschließen. Später im Jahr aber verwarf er den Gedanken, weil die deutschen Staaten ihre Macht noch nicht abgetreten hätten und er sich nicht dem Vorwurf aussetzen wollte, sich unerwünscht in deutsche Angelegenheiten einzumischen. Auch ging Polks Amtszeit dem Ende zu; die neue Präsidentschaft ab März 1849 von Zachary Taylor führte schließlich zu einem völligen Kurswechsel: Donelson wurde wieder von Frankfurt nach Berlin beordert.

## Reichsgesandtschaften und Einzelstaaten
Am 20. September 1848 forderte das Reichsministerium die deutschen Einzelstaaten dazu auf, ihre Auslandsmissionen zurückzuziehen. Künftig sollte nur noch Reichsgesandte deutsche Interessen vertreten. Der neue Außenminister Anton von Schmerling schlug gerade gegenüber den Großmächten Österreich und Preußen einen sehr moderaten Ton an und machte beispielsweise den Vorschlag, jeweils gemeinsam zu beraten, welche Gesandtschaften am besten zu Reichsgesandtschaften verschmolzen werden könnten. Preußens Bevollmächtigter bei der Zentralgewalt Camphausen verwies auf den Großmachtstatus Preußens, den es dazu verwenden wolle, um den deutschen Bundesstaat in die europäische Staatenfamilie einzuführen. Zunächst einmal müsse ein deutsch-preußisches Einvernehmen über die künftigen Auslandsbeziehungen Deutschlands hergestellt werden. Bei aller Zurückhaltung war dies eine grundsätzliche Bereitschaft Preußens, an der Anerkennung des Deutschen Reichs im Ausland mitzuwirken.
Im Oktober informierte der Senat der Freien Stadt Frankfurt den Reichsaußenminister, die Stadt werde ihren einzigen Diplomaten zurückziehen, und zwar den Geschäftsträger in Paris, der die vier freien deutschen Städte dort repräsentiert. Württemberg zog seine Gesandten aus St. Petersburg, Paris, London, Brüssel und Den Haag zurück, nur in St. Petersburg und Paris beließ es zunächst Geschäftsträger. Die gleiche vorbehaltlose Bereitschaft zeigten Nassau, Kurhessen, das Großherzogtum Darmstadt, beide Mecklenburg, Sachsen-Weimar, Braunschweig und Oldenburg. Eine grundsätzliche Bereitschaft zeigten neben Württemberg auch Bayern, Sachsen und Baden, wollten aber noch eine gemeinsame Erklärung aller deutschen Staaten und die tatsächliche Einsetzung von Reichsgesandten an den entsprechenden Orten abwarten. Zu diesem Zeitpunkt, so Heikaus, lief die Entwicklung gut für das Reichsministerium, auch wenn es fraglich war, ob die Mittelstaaten wie Bayern und Sachsen nach Erstarken der Einzelstaaten ab Herbst 1848 noch zu einer gemeinsamen Erklärung bereit sein würden. Ab Herbst waren die Einzelstaaten allerdings weniger zur Kooperation mit der Zentralgewalt geneigt.
Anerkannt wurde die Provisorische Reichsgewalt, durch die Akkreditierung eines Botschafters, außer von den USA auch von Schweden, den Niederlanden, Belgien, der Schweiz, Sardinien, Neapel und Griechenland. Reichsgesandte waren meist Frankfurter Abgeordnete; diese Tendenz sollte den entstehenden diplomatischen Dienst des Reiches parlamentarisieren. Sie führte allerdings dazu, dass viele Abgeordneten, die meist in Frankfurt blieben, ihre Funktionen als Diplomaten vernachlässigten.

## Belege
1. ↑  Ernst Rudolf Huber: Deutsche Verfassungsgeschichte seit 1789. Band II: Der Kampf um Einheit und Freiheit 1830 bis 1850. 3. Auflage. Verlag W. Kohlhammer, Stuttgart u. a. 1988, S. 626.
2. ↑  Ralf Heikaus: Die ersten Monate der provisorischen Zentralgewalt für Deutschland (Juli bis Dezember 1848). Peter Lang, Frankfurt am Main u. a. 1997, S. 113/114.
3. ↑  Ernst Rudolf Huber: Deutsche Verfassungsgeschichte seit 1789. Band II: Der Kampf um Einheit und Freiheit 1830 bis 1850. 3. Auflage. Verlag W. Kohlhammer, Stuttgart u. a. 1988, S. 634/635.
4. ↑  Konrad Canis: Bismarcks Außenpolitik 1870 bis 1890. Aufstieg und Gefährdung. Ferdinand Schöningh, Paderborn u. a. 2004, S. 20.
5. ↑  Ralf Heikaus: Die ersten Monate der provisorischen Zentralgewalt für Deutschland (Juli bis Dezember 1848). Peter Lang, Frankfurt am Main u. a. 1997, S. 108/109, S. 147.
6. ↑  Ralf Heikaus: Die ersten Monate der provisorischen Zentralgewalt für Deutschland (Juli bis Dezember 1848). Peter Lang, Frankfurt am Main u. a. 1997, S. 108/109, S. 149–151.
7. ↑  Ralf Heikaus: Die ersten Monate der provisorischen Zentralgewalt für Deutschland (Juli bis Dezember 1848). Peter Lang, Frankfurt am Main u. a. 1997, S. 152/153.
8. ↑  Werner Eugen Mosse: The European Powers and the German Question 1848-71. With Special Reference to England And Russia. University Press, Cambridge 1958, S. 15/16.
9. ↑  Werner Eugen Mosse: The European Powers and the German Question 1848-71. With Special Reference to England And Russia. University Press, Cambridge 1958, S. 25.
10. ↑  Werner Eugen Mosse: The European Powers and the German Question 1848-71. With Special Reference to England And Russia. University Press, Cambridge 1958, S. 22/23.
11. ↑  Ralf Heikaus: Die ersten Monate der provisorischen Zentralgewalt für Deutschland (Juli bis Dezember 1848). Peter Lang, Frankfurt am Main u. a. 1997, S. 158/159.
12. ↑  Keith A. P. Sandiford: Great Britain and the Schleswig-Holstein Question 1848-64 a study in diplomacy, politics and public opinion. University of Toronto Press: Toronto / Buffalo 1975, S. 24.
13. ↑  Keith A. P. Sandiford: Great Britain and the Schleswig-Holstein Question 1848-64 a study in diplomacy, politics and public opinion. University of Toronto Press: Toronto / Buffalo 1975, S. 24/25.
14. ↑  Raymond Poidevin, Jacques Bariéty: Les relations franco-allemandes 1815–1975. Paris, Armand Colin 1977, S. 26/27.
15. ↑  Ernst Rudolf Huber: Deutsche Verfassungsgeschichte seit 1789. Band II: Der Kampf um Einheit und Freiheit 1830 bis 1850. 3. Auflage. Verlag W. Kohlhammer, Stuttgart u. a. 1988, S. 636.
16. ↑  Ernst Rudolf Huber: Deutsche Verfassungsgeschichte seit 1789. Band II: Der Kampf um Einheit und Freiheit 1830 bis 1850. 3. Auflage. Verlag W. Kohlhammer, Stuttgart u. a. 1988, S. 636/637.
17. ↑  Raymond Poidevin, Jacques Bariéty: Les relations franco-allemandes 1815–1975. Paris, Armand Colin 1977, S. 29.
18. ↑  Manfred Kittel: Abschied vom Völkerfrühling? National- und außenpolitische Vorstellungen im konstitutionellen Liberalismus 1848/49. In: Historische Zeitschrift. Band 275, Heft 2 (Oktober 2002), S. 333–383, hier S. 371–373.
19. ↑  Werner Eugen Mosse: The European Powers and the German Question 1848-71. With Special Reference to England And Russia. University Press, Cambridge 1958, S. 14.
20. ↑  Werner Eugen Mosse: The European Powers and the German Question 1848-71. With Special Reference to England And Russia. University Press, Cambridge 1958, S. 16/17.
21. ↑  Ralf Heikaus: Die ersten Monate der provisorischen Zentralgewalt für Deutschland (Juli bis Dezember 1848). Peter Lang, Frankfurt am Main u. a. 1997, S. 160/161.
22. ↑  Werner Eugen Mosse: The European Powers and the German Question 1848-71. With Special Reference to England And Russia. University Press, Cambridge 1958, S. 26/27.
23. ↑  John Gerow Gazley: American Opinion of German Unification, 1848–1871. Diss. Columbia University, New York 1926, S. 26, 35.
24. ↑  John Gerow Gazley: American Opinion of German Unification, 1848–1871. Diss. Columbia University, New York 1926, S. 36, 44.
25. ↑  „If the great Congress assembled at Frankfort […] can unite and reconcile all the different elements which make up the immense confederation of Germany, they can certainly work miracles.“ Massachusetts Quarterly Review, März, 1849. Zitiert nach: John Gerow Gazley: American Opinion of German Unification, 1848–1871. Diss. Columbia University, New York 1926, S. 44.
26. ↑  John Gerow Gazley: American Opinion of German Unification, 1848–1871. Diss. Columbia University, New York 1926, S. 24.
27. ↑  Henry M. Adams: Prussian-American Relations, 1775–1871. Press of Western Reserve University, Cleveland 1960, S. 60.
28. ↑  Henry M. Adams: Prussian-American Relations, 1775–1871. Press of Western Reserve University, Cleveland 1960, S. 60.
29. ↑  John Gerow Gazley: American Opinion of German Unification, 1848–1871. Diss. Columbia University, New York 1926, S. 23, 31.
30. ↑  John Gerow Gazley: American Opinion of German Unification, 1848–1871. Diss. Columbia University, New York 1926, S. 26.
31. ↑  Ralf Heikaus: Die ersten Monate der provisorischen Zentralgewalt für Deutschland (Juli bis Dezember 1848). Peter Lang, Frankfurt am Main u. a. 1997, S. 267–269.
32. ↑  Ralf Heikaus: Die ersten Monate der provisorischen Zentralgewalt für Deutschland (Juli bis Dezember 1848). Peter Lang, Frankfurt am Main u. a. 1997, S. 270/272.
33. ↑  Ralf Heikaus: Die ersten Monate der provisorischen Zentralgewalt für Deutschland (Juli bis Dezember 1848). Peter Lang, Frankfurt am Main u. a. 1997, S. 270.
34. ↑  Ralf Heikaus: Die ersten Monate der provisorischen Zentralgewalt für Deutschland (Juli bis Dezember 1848). Peter Lang, Frankfurt am Main u. a. 1997, S. 272.
35. ↑  Ernst Rudolf Huber: Deutsche Verfassungsgeschichte seit 1789. Band II: Der Kampf um Einheit und Freiheit 1830 bis 1850. 3. Auflage. Verlag W. Kohlhammer, Stuttgart u. a. 1988, S. 638.